# Foveosculum indistinctum
Foveosculum indistinctum är en stekelart som beskrevs av Heinrich 1967. Foveosculum indistinctum ingår i släktet Foveosculum och familjen brokparasitsteklar. Inga underarter finns listade i Catalogue of Life.